# Teorija kurikula
Teorija kurikuluma( Curriculum Theory ) je akademska disciplina posvećena ispitivanju i oblikovanju obrazovnih programa. Postoje mnoge interpretacije teorije, uske koliko i dinamika procesa učenja jednog djeteta u učionici prema putu učenja kroz cijeli život koje pojedinac vodi. teorije se može pristupiti iz obrazovne, filozofske, psihološke i sociološke perspektive. James MacDonald navodi da je " glavni problem koji teoretičari razmatraju je identifikacija temeljne jedinice nastavnog plana i programa za izgradnju konceptualnih sustava. Na pitanje da li su to racionalne odluke, postupci djelovanja, jezični uzorak ili bilo koja druga potencijalna cjelina, teoretičari se nisu mogli dogovoriti. " Teorija kurikuluma u osnovi se bavi vrijednostima, povijesnom analizom kurikuluma, načinima pregleda trenutnog obrazovnog nastavnog programa, političkim odlukama i teoriziranjem nastavnih planova i programa budućnosti.
Pinar definira suvremeno polje teorije kurikuluma kao "trud potreban da se nastavni program shvati kao simbolički prikaz".:str. 16
Prvo spominjanje riječi "kurikulum" u sveučilišnim spisima bilo je 1582. na Sveučilištu u Leiden-u, Holland : "završio je nastavni program svog studija". Međutim, smatra se da je teorija kurikuluma kao polje za proučavanje pokrenuta objavljivanjem izvještaja Yalea o obrani klasičnih djela 1828. godine, koje je promoviralo proučavanje klasičnoga kurikuluma, uključujući latinski i grčki, pomoću  pamćenja napamet.:str. 72

## Fakultetska psihologija
Škola fakultetske psihologije, koja je dominirala u polju psihologije od 1860-1890 u Sjedinjenim Državama, vjerovala je da je mozak onaj mišić koji se može unaprijediti vježbom pamćenja (uz razumijevanje kao sekundarno razmatranje). To podupire klasičnu teoriju koja je ranije isticala metodu podučavanja školskih predmeta koristeći se pamćenjem i recitacijom kao primarno poučno sredstvo. Sama teorija tvrdi da postoje tri sastavne vrste: 
- prisutnost volje, koja omogućuje ljudskim bićima djelovanje;
- emocije koje se odnose na naklonosti i strasti koje omogućuju ljudskim bićima da dožive zadovoljstvo, bol, ljubav i mržnju;
- intelekt ili razumijevanje, što je temelj ljudske racionalnosti koji mu omogućuje donošenje prosudbi i razumijevanje značenja.[8]

Ideja je da obrazovanje treba proširiti sposobnost uma a to se postiže pomoću ključnih koncepata disciplina i namještaja. Teoriju fakulteta koja je usmjeravala politiku nastavnog programa za osnovne i srednje škole bila je institucionalizirana pomoću tri odbora koja je u 1890-ima imenovalo Nacionalno udruženje za obrazovanje (NEA) kako bi slijedila principe fakultetske psihologije ::str. 75 Odbor desetorice za srednju školu Studije (1893), Odbor petnaestorice  za osnovno obrazovanje (1895) i Odbor za uvjete upisa na fakultete.

## Herbartijanci
Različite škole teorije nastavnog programa razvijale su se kao reakcija na klasicizam fakultetske psihologije, uključujući Herbartijance koji su 1892. organizirali Herbart klub, kasnije su također organizirali i nacionalno Herbart društvo (1895-1899). Njihova se filozofija temeljila na mišljenju Johanna Fredericha Herbart-a, njemačkog filozofa, psihologa i odgojitelja, koji je vjerovao da "obično pamćenje izoliranih činjenica, koje su dugo vrijeme karakterizirala školska uputstva, ima malo vrijednosti kako u obrazovnim tako i u moralnim ciljevima".:str. 78.

## Pokret socijalne učinkovitosti
Objava John Bobbitt-ovog Kurikulum (The Curricula, 1918.) odabrala je prevladavajuće industrijske revolucionarne koncepte eksperimentalne znanosti i društvene učinkovitosti i primijenila ih u učionici. John je vjerovao da "nastavni plan mora direktno i na poseban način pripremiti učenike za zadatke u svijetu odraslih ".:str. 97. Također je vjerovao da se " ljudski život ... sastoji u obavljanju određenih zadataka. Obrazovanje koje priprema na život je ono koje se je spremno na definitivan i adekvatan način na ove specifične zadatke. " Iz te ideje John sugerira da je nastavni program niz iskustava koja djeca imaju kako bi ispunila " ciljeve " ili zadatke i navike koje su ljudima potrebne za određene aktivnosti. 
Ostali poznatiji teoretičari ovog pokreta bili su Edward L. Thorndyke (1874-1949), otac eksperimentalne psihologije u obrazovanju, Frederick Winslow Taylor (1856-1915), sa svojom teorijom znanstvenog upravljanja, David Snedden, obrazovni sociolog koji je promovirao društvenu učinkovitost i strukovno obrazovanje i W.W. Charters (1875-1952.), učitelja nastavnika koji je smatrao da se "nastavni program sastoji od onih metoda kojima se određuju ciljevi".:str. 75. Koristeći obrazovanje kao sredstvo učinkovitosti, ovi su teoretičari vjerovali da se društvom može kontrolirati. Inteligencija studenata je znanstveno procijenjena testiranjem (kao što su IQ testovi ) te su kasnije školovani o predviđenoj ulozi, za njih, u društvu.To je uključivalo uvođenje strukovnih i mlađih škola kako bi se pozabavio nastavnim planom i programom stvorenim oko specifičnih životnih aktivnosti koje su povezane s društvenom budućnošću svakog učenika. Društveno učinkoviti nastavni program sastojao se od sitnih dijelova ili zadataka koji su zajedno formirali veći koncept. 

## Progresivni reformski pokret
Progresivni reformski pokret započeo je krajem 1870-ih s radom pukovnika Francisca Parkera, ali najviše se povezuje s Johnom Deweyjem, pa i Johnom Mayerom Riceom i Lesterom Frankom Wardom. Deweyjeva knjiga iz 1899. Škola i društvo( The School and Society) često se pripisuje pokretanju pokreta.:str. 90.-101. Ti reformatori su smatrali da nastavni plan treba upravljati djecom i s trenutačnim sposobnostima djeteta. Kako bi mogao pomoći razumijevanju odnosa nastavnog programa i djece, Dewey je kurikulum opisao kao "mapa, sažetak, sređen i uređen prikaz prethodnih iskustava, služi kao smjernica za buduće iskustvo; daje smjernice; olakšava kontrolu; ekonomizira" napor, sprječavanje beskorisnog lutanja i ukazivanje na staze koje najbrže i sigurno dovode do željenog rezultata ". Imao je zamisao kako  " su dijete i nastavni plan i program jednostavno dvije granice koje definiraju jedan proces".
Pokreti socijalne učinkovitosti i naprednih reformi bili su suparnici tokom 1920-ih u Sjedinjenim Državama, s tim što su 1930-ih pripadala onima iz napredne reforme, ili kurikulumu koji je kombinirao aspekte obje strane.:str. 116.-142. Osnovna načela nastavnog plana i programa Ralpha W. Tylera (1949.) skrenula su klatno teorije kurikuluma od dječje usredotočenosti prema općenitijim ponašanjima.:str. 148.-151.
Tylerova teorija temeljila se prema četiri temeljna pitanja koja su postala poznata kao Tylerovo obrazloženje. Ta obrazloženja glase : 
1. Koje bi obrazovne svrhe trebala težiti školi?
2. Koja su obrazovna iskustva koja mogu postići ove svrhe?
3. Kako se ta obrazovna iskustva mogu učinkovito organizirati ?
4. Kako možemo utvrditi postižu li se te svrhe?

## Pokret multikulturalnog obrazovanja
U Americi postoji rasna kriza koja se pogoršava rastućom odvojenošću između bogatog i siromašnog društva. Kako bi se riješio taj jaz, u pokretu multikulturalnog obrazovanja, postoji niz znanja koji tvrde da je potrebno iznova koncipirati, ponovno zamisliti i preispitati američko školovanje. Brojni autori zagovaraju potrebu za temeljnim promjenama u obrazovnom sustavu što potvrđuje da postoji više slučajeva unutar podučavanja i učenja za studente koji su drugačiji. Trenutno istraživanje sugerira da obrazovna struktura tlači studente koji su drugačiji i da predstavlja prepreku integraciji u društvo i postignuća učenika. Trenutna teorija multikulturalnog obrazovanja preporučuje da je potrebno promijeniti nastavni plan i program kako bi se mogao podržati razvoj učenika iz različitih etničkih i kulturnih sredina. Ovo je kontroverzno stajalište ali multikulturalno obrazovanje tvrdi da tradicionalni nastavni program ne predstavlja na odgovarajući način povijest ne-dominirajuće skupine. Nieto (1999) podržava ovu zabrinutost za studente koji ne pripadaju dominantnoj skupini i čini se da imaju izazovna iskustva u kurikulumu koja su u sukobu s njihovim osobnim kulturnim identitetom i s referentnim skupinama šire zajednice.

## Sputnjik i Zakon o nacionalnoj obrani
Pokretanje Sputnika 1957. stavilo je fokus na znanost i matematiku u nastavnom planu SAD-a. Admiral Hyman Rickover optužio je američku javnost na ravnodušnost prema intelektualnim postignućima. "Naše se škole moraju vratiti tradicionalnom tipu obrazovanja zapadne civilizacije - prijenosa  kulturne baštine i priprema za život pomoću rigoroznog intelektualnog usavršavanja mladih ljudi da mogu misliti jasno, logično i neovisno". Rezultat toga je povratak u nastavne planove i programe slične klasicistima 1890-ih i moderno rođenje tradicionalista, s velikim saveznim financiranjem razvoja kurikuluma predviđenim Zakonom o nacionalnoj obrani iz 1958. godine. 

## Rekonceptualizirani kurikulum
Joseph J. Schwab imao je značajnu ulogu u provokacijom programera nastavnog plana i programa da razmišljaju izvan tradicionalističkog pristupa. U svom radu iz 1969. "The Practical: A Language for Curriculum", polje kurikuluma nazvao je "moribund".:str. 176. Uz to, socijalni nemiri 1960-ih i 70-ih, potaknuli su novi pokret "rekonceptualizacije" nastavnog programa. Skupina teoretičara, uključujući James Macdonald, Dwayne Huebner, Ross Mooney, Herbert M. Kliebard, Paul Klohr, Michael Apple, WF Pinar i drugi, kreirala je načine razmišljanja o kurikulumu i njegovoj ulozi u akademiji, u školama i u društvo općenito. Njihov je pristup uključivao perspektive s društvenog, rasnog, rodnog, fenomenološkog, političkog, autobiografskog i teološkog gledišta. 

## Danas
WF Pinar opisuje današnje polje "balkaniziranim ... podijeljenim u relativno odvojene zajednice ili sektore stipendija, gdje svaka obično zanemaruje ostale, osim kada osim kada dobije povremene kritike.":str. 5. Vladina kontrola odozgo prema dolje obrazovnog nastavnog programa u svijetu anglofona, uključujući Sjedinjene Američke Države, bila je kritizirana kao "ahistorijska i ateoretska te kao rezultat sklonosti teškim problemima u njezinoj provedbi". Međutim, postoje i teoretičari koji gledaju izvan nastavnog plana "prosto kao kolekciju nastavnih planova, planova studija i predmeta koji podučavaju. Umjesto toga, kurikulum postaje rezultat procesa koji odražava politički i društveni dogovor o tome šta, zašto i kako obrazovanje za željeno društvo budućnosti. "